# Andrés Nin
Andrés Nin Pérez (katalanska: Andreu Nin i Pérez), född 4 februari 1892 i El Vendrell, Katalonien, död 20 juni 1937 i Alcalá de Henares, Madrid, var en spansk kommunist, ledare för Partido Obrero de Unificación Marxista (POUM) - Förenade marxistiska arbetarpartiet - under spanska inbördeskriget. Kreml stämplade genast POUM som trotskistiskt. Komintern skickade Togliatti för att göra en utredning. En rannsakning företogs men denna kunde inte konstatera förräderi och Nin hade kategoriskt tillbakavisat anklagelserna. Resultatet blev dock att Nin och hans kamrater försvann spårlöst den 16 juni 1937.  Operationen ”Nikolaj” genomfördes av NKVD:s resident Alexandr Orlov.  Han avrättades efter tortyr av GRU, Stalins underrättelsetjänst verksam i Spanien.